# Страубензе, Чарльз ван
Сэр Чарльз Томас ван Страубензе (англ. Charles van Straubenzee; 17 февраля 1812, Мальта — 10 августа 1892, Бат, Сомерсет) — британский полный генерал (1862), командующий британскими войсками в Гонконге (1857—1862), губернатор Мальты (1872—1878). 

## Биография
Ван Страубензе родился в 1812 году на острове Мальта, и был вторым сыном британского гарнизонного офицера майора Королевской артиллерии Томаса ван Страубензе (1782—1843) из Йоркшира и его жены Марии, урождённой Боуэн, младшей дочери майора Генри Боуэна. 
В 1828 году, в возрасте 16-ти лет, Ван Страубензе был зачислен в британский Цейлонский стрелковый полк , откуда в 1833 году перешёл в 39-й пехотный полк, в составе которого участвовал в Гвалиорской кампании в Индии. В битве при Махараджпоре в 1843 году в ходе этой компании, когда был ранен командир полка, Страубензе принял на себя временное командование.
Страубензе принимал участие в Крымской войне в качестве командира 1-й бригады Лёгкой пехотной дивизии, и в этом качестве участвовал в штурме Большого Редана в ходе осады русского Севастополя. За своё участие в боевых действиях Крымской войны союзниками англичан — французами был награждён орденом Почётного легиона.
В 1857 году ван Страубензе стал командующим британскими войсками в Гонконге (вторая по значимости должность в этой колонии, после губернатора). В этом качестве он возглавил наступление на Кантон во время Второй опиумной войны. В 1862 году ван Страубензе был повышен до полного генерала, после чего возглавил сперва одну из дивизий Бомбейской армии, дислоцированную в индийском Ахмадабаде, а затем всю британскую Бомбейскую армию целиком.
В 1872 году ван Страубензе был назначен губернатором Мальты, на которой когда-то родился, и занимал эту должность вплоть до 1878 года. После этого ван Страубензе вышел в отставку по возрасту и вернулся в Англию. На Мальте его сменил генерал Артур Бортон. 
Ван Страубензе скончался в 1892 году в Великобритании и был похоронен неподалёку от города Бата, графство Сомерсет.

## Семья
Генерал ван Страубензе с 1841 года был женат на Шарлотте Луизе Ричардсон, дочери генерала Джона Лютера Ричардсона. 